# Бертети (Асти)
Бертети је насеље у Италији у округу Асти, региону Пијемонт.
Према процени из 2011. у насељу је живело 13 становника. Насеље се налази на надморској висини од 275 м.